# Вершинная функция
В квантовой электродинамике вершинная функция описывает взаимодействие между фотоном и электроном по теории возмущений выше главного порядка. В частности, она является одночастично-неприводимой корреляционной функцией, содержащую {\displaystyle \psi } (фермионы), {\displaystyle {\bar {\psi }}} (антифермионы) и векторный потенциал A.
Вершинная функция Γμ может быть определена с помощью функциональной производной эффективного действия:
{\displaystyle \Gamma ^{\mu }=-{1 \over e}{\delta ^{3}S_{\mathrm {eff} } \over \delta {\bar {\psi }}\delta \psi \delta A_{\mu }}},

Однопетлевая поправка к вершинной функции. Это главный вклад в аномальный магнитный момент электрона.

В низшем порядке Γμ это гамма-матрица γμ. C учётом того, что вершинная функция подчиняется симметриям квантовой электродинамики-
лоренцевской инвариантности,  калибровочной инвариантности, тождеству Уорда, а также инвариантности относительно пространственной инверсии, она может быть записана в виде:
{\displaystyle \Gamma ^{\mu }=\gamma ^{\mu }F_{1}(q^{2})+{\frac {i\sigma ^{\mu \nu }q_{\nu }}{2m}}F_{2}(q^{2})}
где {\displaystyle \sigma ^{\mu \nu }=(i/2)[\gamma ^{\mu },\gamma ^{\nu }]}, {\displaystyle q_{\nu }} -это входящий  четырёхимпульс внешнего фотона (на рисунке справа), а F1(q2) и F2(q2)-формфакторы, зависящие только от потока импульса {\displaystyle q^{2}=-2p'p+2m^{2}}.
В низшем порядке теории возмущений F1(q2) = 1 и F2(q2) = 0. Поправки к F1(0) в точности обнуляются перенормировкой волновой функции входящих и выходящих электронных линий согласно тождеству Уорда-Такахаши. Форм-фактор F2(0) относится к  аномальному магнитному моменту “а” фермиона, определенного через множитель Ланде как :
{\displaystyle a={\frac {g-2}{2}}=F_{2}(0)}